# U.S. Route 34
U.S. Route 34 (också kallad U.S. Highway 34 eller med förkortningen  US 34) är en amerikansk landsväg. Den går ifrån Granby, Colorado i väster till Berwyn, Illinois i öster och har en längd på 1 806 km.